# Tal Talmon
Tal Talmon (hebräisch טל טלמון; geb. 1983 in Ramat haScharon) ist eine israelische Filmschauspielerin.

## Biografie
Talmons Mutter ist Psychologin, ihr Vater Dirigent. Sie absolvierte eine dreijährige Ausbildung am Lee Strasberg Theatre and Film Institute. Sie trat in einem Videoclip zu einem Lied des Sängers Dor Daniel auf. Sie spielte in der Fernsehserie Split mit und war in der israelischen Telenovela Pilots‘ Wives zu sehen. 2017 übernahm sie die Hauptrolle in dem Spielfilm Love Birds, der im gleichen Jahr auf dem Filmfest Hamburg aufgeführt wurde. Seit 2019 ist sie mit dem Fußballspieler Liran Strauber zusammen. Ihr erstes Kind bekamen sie im Februar 2021.

## Filmografie
Spielfilme
- 2017: Love Birds (Originaltitel: Zug Ionim)

TV-Serien
- 2009: Split
- 2011: Simaney She'ela
- 2011: Sabri Maranan
- 2014: Amamiyot
- 2018: Harmon